# Stella Kyriakides
Stella Kyriakides (grekiska Στέλλα Κυριακίδου, Stella Kyriakidou), född 10 mars 1956 i Nicosia, Cypern, är en cypriotisk psykolog och politiker. Sedan 2019 är hon EU-kommissionär för hälsa och livsmedelssäkerhet.

## Biografi
Kyriakides föddes 1956 i Nicosia. Hon studerade psykologi vid Readings och Manchesters Universitet. Mellan 1979 och 2006 var hon ansvarig för barn- och ungdomspsykiatri vid Cyperns hälsoministerium. Hon har engagerat sig i kampen mot bröstcancer, och grundade den första rörelsen mot bröstcancer i Cypern 1999. 2013 organiserade hon Europarådets första kampanj för ökat medvetande om bröstcancer, och 2016 utsågs hon av det cypriotiska ministerrådet till ordförande i landets kommitté för en cancerstrategi.
2006 valdes Kyriakides in i Cyperns representanthus, för Demokratisk samling. Hon satt bland annat i utskotten för hälsofrågor samt europeiska och internationella frågor. Hon utsågs även till vice ordförande i Demokratisk samling.
Efter att Pedro Agramunt avgick som ordförande i Europarådets parlamentariska församling 6 oktober 2017 utsågs Kyriakides till hans efterträdare, efter att ha besegrat Emanuelis Zingeri från Litauen i en tredje röstningsomgång. Hon efterträddes 2018 av Michele Nicoletti.
I juni 2019 nominerade Cyperns president Nicos Anastasiades Kyriakides till rollen som EU-kommissionär. Europeiska kommissionens ordförande Ursula von der Leyen föreslog en portfolio med fokus på hälsa och livsmedelssäkerhet. Efter utfrågning i Europaparlamentet godkändes detta. I mars 2020 fick hon även en central roll i EU-arbetet gällande coronavirusutbrottet 2020–2021 i Europa.